# Profilschule (Liechtenstein)
An Liechtensteiner Schulen werden im Bereich der Sekundarstufe I Profilschulen gebildet. Diese Schulen werden ein höheres Mass an Autonomie als die bisherigen Schulen erhalten. Die Erarbeitung eines Kernlehrplans, ein besonderes pädagogisches Angebot, mehr Selbstverantwortung der Lehrkräfte und die Pflicht zur Rechenschaftslegung gehören zu den Merkmalen der Profilschule. Dabei ist es eine der Kernaufgaben der Lehrkräfte, alle Schüler hinsichtlich ihrer Begabungen und Interessen optimal zu fördern und die Begeisterung für ein lebenslanges Lernen bei ihnen zu wecken.
Die Profilschulen werden im Rahmen des Projekts Schul- und Profilentwicklung auf der Sekundarstufe I (SPES I) nicht zur Abschaffung der anderen Schulen im Bereich der Sekundarstufe I führen. Sie werden vielmehr mit ihnen zusammen das Bildungsangebot Liechtensteins bereichern.

## Entwurfsstandorte
An sechs Sekundarschulstandorten entwerfen Entwicklungsteams seit 2007 Konzepte für eine Profilschule. Es sind dies:
- Balzers, Profil: ganzheitliche Förderung,
- Triesen, Profil: selbständiges Lernen,
- Schulzentrum Mühleholz I: Profil: fachliche Schwerpunkte,
- Schulzentrum Mühleholz II: Profil: Kompetenzprofile,
- Schaan: Profil: Sport, Musik und Kunst,
- Schulzentrum Unterland: Profil: breites Spektrum.